# Pierre-Eugène Gilbert

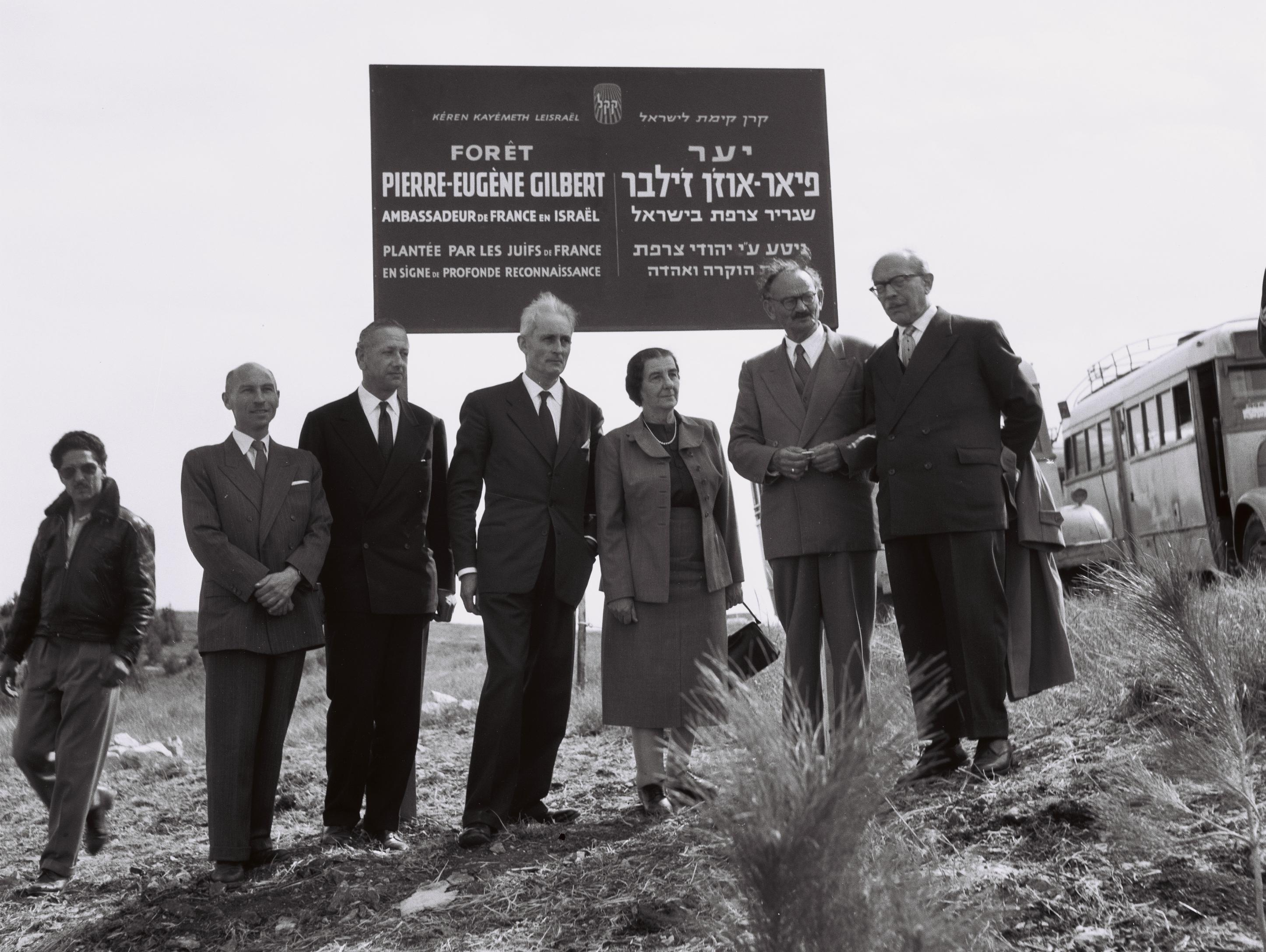
Pierre-Eugène Gilbert (au centre) et Golda Meir lors de l'inauguration de la forêt Pierre-Eugène Gilbert près de Safed (1958)

Pierre-Eugène Gilbert est un diplomate et résistant français, né le 12 janvier 1907 à Rozay-en-Brie (Seine-et-Marne) et mort le 11 décembre 1982 à Saint-Nicolas-de-Bliquetuit (Seine-Maritime).

## Biographie
Ancien élève de l'École normale supérieure[réf. à confirmer], il est licencié en lettres et en droit et parle outre le français huit langues (anglais, espagnol, allemand, italien, arabe, chinois, japonais puis hébreu). Après son service militaire, il entre en 1930 dans le corps des officiers de réserve de l'infanterie coloniale (ORIC de troisième puis de deuxième classe).
De 1935 à 1939, il est secrétaire d'ambassade de deuxième classe à l'ambassade de France en Chine. Il est mobilisé le 29 août 1939 pour servir dans la marine à Marseille puis est muté au ministère des Affaires étrangères et nommé vice-consul à Helsinki en Finlande. Il est révoqué par Vichy pour abandon de poste en juillet 1940, car il a rejoint Alexandrie dès le 23 juin 1940 pour servir dans la Royal Navy. Il y sert comme lieutenant puis lieutenant commander RNVR (Royal Naval Volunteer Reserve) du 18 juillet 1940 au 1er avril 1941.
Il rejoint la France Libre le 1er avril 1941 où il est nommé ORIC de première classe la même date et officier de liaison auprès du Commandement en chef britannique à Alexandrie jusqu'au 1er janvier 1944.
Mis en affectation spéciale à la disposition du ministère des Affaires étrangères, il prend brièvement la direction Asie-Océanie du Quai d'Orsay en 1945 puis il est nommé envoyé extraordinaire et ministre plénipotentiaire auprès du Royaume du Siam (1947 - 1949) puis ambassadeur de France au Pérou de 1949 à 1952. Durant cette période et jusqu'en 1976, il préside l'Association des Anciens Élèves et Amis des Langues Orientales (AAEALO) de 1947 à 1976. 
Il est nommé ambassadeur en Israël le 9 octobre 1952. C'est alors qu'il apprend l'hébreu.
C'est pendant qu'il est ambassadeur en Israël que les relations entre ce pays et la France sont les plus fortes. Il accélère le resserrement des liens entre la France et Israël, resserrement déjà marqué par l'envoi de stagiaires israéliens dans les écoles militaires françaises et par la fourniture de matériels militaires français à Israël.
Le FLN algérien ainsi que les fedayin palestiniens  sont soutenus par l'Égypte de Gamal Abdel Nasser qui en 1956 nationalise le canal de Suez. C’est à partir de 1955 que la convergence d’intérêts dessinée entre les deux pays aboutit à une alliance qui a beaucoup plus compté pour Israël que pour la France. C'est aussi lors de son mandat que s'établit une coopération nucléaire renforcée autour de la construction d’un réacteur et d’une usine d’extraction de plutonium. Pierre-Eugène Gilbert favorise alors les relations directes entre les armées israélienne et française, sans passer par le quai d'Orsay. À propos des négociations précédant l'expédition de Suez, Christian Pineau, ministre des Affaires étrangères, avait recommandé à Gilbert « de ne faire confiance qu'à lui seul puisqu'il ne peut faire confiance en ses diplomates pour conduire la politique extérieure de la France ». La France livre à Israël des avions Mystère iV et des chars AMX 13 utilisés par Israël durant la conquête du Sinaï par Israël en 1956.
Le ministre des Affaires étrangères du général de Gaulle, Maurice Couve de Murville met fin à ses fonctions d'ambassadeur en Israël le 9 octobre 1959,  et il devient ministre plénipotentiaire et conseiller diplomatique du gouvernement. Il prend sa retraite en 1960 et devient président-directeur général de la filiale française de la société britannique Pye Ltd (en).
En 1966, il participe aux travaux du Centre démocrate de Jean Lecanuet et le 31 mai 1967, quelques jours avant la guerre des Six jours, il témoigne encore de sa solidarité avec Israël en apparaissant au balcon de l'ambassade d'Israël à Paris lors d'une manifestation de soutien à Israël.

## Honneurs et hommages
- Médaille de la Résistance[10].
- commandeur de la Légion d'honneur (1960)[1]
- Croix de guerre 1939—45 avec 1 citation[1]
- Distinguished Service Cross[1]
- Un jardin porte le nom de Pierre Gilbert à Tel Aviv[11].
- Deux rues portent le nom de Pierre Gilbert en Israël, à Bat Yam[12] et à Netanya[13].